# 신동아교통
신동아교통 합자회사(新東亞交通 合資會社)는 인천광역시의 시내버스 회사이며 선진네트웍스 계열 인천광역시 서구의 시내버스 자회사에 소속해있다. 선진네트웍스 계열사 중 유일하게 합자회사이다.

## 주요 연혁
- 1992년: 인천광역시 남구 학익동 664-6에서 회사 설립.
- 1992년 7월 11일: 신동아아파트 - 신기촌 - 주안역으로 운행하는 남구 8번 마을버스 노선(現 518번)을 낙찰받아 운행하였다.
- 1994년: 현광아파트 - 병무청 - 신기촌 - 주안역의 남구 8-1번 노선(現 520번)을 신설개통하여 운행하였다.
- 1997년: 용현운수 로부터 남구 6번(現 516번) 병무청 - 신기촌 - 주안역 노선을 인수하여 운행하였다.
- 2002년: 신동아운수 주식회사에서 신동아교통 합자회사로 조직 변경.
- 2002년 1월: 영종운수로부터 1번 시내버스 검단 - 부평역 노선을 인수하여 운행하였고, 기점도 당시 금곡동 영풍운수에서 오류동 영은슈퍼로 기점 및 노선 변경하여 운행하였다.
- 2002년 3월 29일: 인천광역시 남구 용현동 1-146에 용현동지점 설치.
- 2002년 5월 11일: 영종운수로부터 17-1번 김포시청 - 불로동 - 검단4거리 - 동인천역 - 수봉공원 노선을 인수하였다.
- 2007년 2월 5일: 용현동지점 폐지. 경영권이 선진그룹 버스운송사업부로 이전하였다.
- 2008년 7월 9일: 본사를 서구 오류동 410-174로 이전함과 동시에 남구 학익동 664-6에 학익동지점 설치.
- 2009년 1월 28일: 학익동지점을 남구 학익동 695-3으로 이전.
- 2009년 1월 30일: 인천시내버스 준공영제 도입과 더불어 17번 시내버스 김포시청 - 불로동 - 검단4거리 - 동인천역 - 수봉공원 노선을 분할하여 17번(김포시청-불로동-검단4거리-동인천역)과 17-1번(수봉공원-동인천역)으로 분할하여 운행하였다.
- 2009년 11월 1일: 인천광역시 강화군 선원면 창리 587에 강화지점 설치.
- 2009년 12월 21일: 본사를 현 위치인 서구 왕길동 61-8로 이전.
- 2010년 1월: 김포시 면허였고, 동사인 선진버스가 운행했던 70번, 70-1번 시외버스 노선이 인천시내버스로 전환하여 운행하였다.
- 2010년 9월 13일: 동사인 김포운수가 운행했던 66번 시내버스를 인천시내버스로 전환하여 인천 66번의 운영회사가 되었다.
- 2010년 10월: 70번과 70-1번 노선을 동사인 강화교통으로 환원되었다.
- 2011년 6월 22일: 학익동지점을 현 위치인 남구 학익동 695-6으로 이전.
- 2012년 3월 26일: 신동아교통의 17-1번 노선과("수봉공원-제물포시장-남구청입구-신포시장-동인천역")과 72번 노선("청라고~광명메이루즈~힐데스하임~청라자이~SK에너지~이마트트레이더스~재능대학~동인천역")을 통합하여 72번 시내버스로 운행하였고, 운행회사는 동사인 선진여객으로 이관하였다.
- 2012년 5월 16일: 국토해양부지정 광역급행버스 M버스 ("일산신도시 식사동 - 연세대학교 - 광화문 - 서울역 ")의 M7119번 노선에 낙찰되었다.
- 2012년 11월 19일: M7119번 광역급행버스 운행업체가 일산엠버스로 변경되었다.
- 2014년 11월 13일: 학익동지점을 인천광역시 중구 축항대로291번길 42 (신흥동3가)로 이전과 동시에 명칭을 신흥동지점으로 변경하였다.
- 2016년 3월 1일: 삼화고속으로부터 1200번을 인수받아 운행.
- 2016년 3월 2일: 인천광역시 서구 원창로89번길 42, 2층 (원창동)에 원창동지점 설치.
- 2016년 4월 1일: 1200번 광역버스의 기점인 가좌동 미주탕에서 가좌주공아파트로 노선과 기점이 변경하여 운행중이다.
- 2016년 7월 30일: 인천시내버스 노선개편으로 1번(원적산터널 통과, 왕길동과 드림파크 주변 변경), 66번(계산동-작전역-계산신도시-동양지구-김포공항), 516번, 518번 노선(병무청→SK 스카이뷰)이 변경하여 운행중이다.
- 2017년 7월 22일: 시내버스 노선 재개편으로 66번 노선이 작전역에서 효성동 - 부평구청역으로 노선이 변경되었다.
- 2017년 12월 9일: 66번 시내버스 구간인 작전역 - 효성동 - 갈산역 - 부평구청역 - 삼산지구 - 계산신도시 구간에서 작전역 - 이마트 계산점 - 계산신도시 구간으로 환원되어 운행중이다.
- 2018년 9월 15일: 인천시내버스 노선 개편으로 1번 버스 노선이 검단,당하,원당지구 방면으로 노선이 변경되었다.
- 2020년 2월 15일: 세원교통 급행간선버스 노선인 903번 노선이 폐선되면서 대체노선으로 93번 시내버스 노선(불로동 월드아파트 - 검단사거리역 - 백석중고등학교 - 검바위역)을 대체개통하여 운행하고 있다.
- 2021년 1월 18일: 본점 주소를 인천광역시 서구 왕길로에서 원당대로로 이전. 이용성 대표사원 퇴사. 장진수 대표사원 취임.
- 2021년 2월 27일: 92번(진웅종점 - 걸포북변역) 노선을 신설 하였다.
- 2021년 5월 15일: 92번 시내버스의 검단방향으로 한해 검단지식산업센터 - 심팩이엔지 - 트러스 - 가야 - 검단산업단지(코뿔소)까지 연장하였다.
- 2021년 10월 13일: 보유했던 1200번 광역버스 노선을 동회사인 선진여객에 이관하였다.
- 2021년 11월 27일: 67번(원당중ㆍ고교 - 송정역) 노선을 신설 하였다.
- 2023년 1월 19일: 인천제물포교통, 인천선진교통에서 운행 중인 광역급행버스 노선 양수.
- 2024년 4월 16일: 인강여객으로부터 M6405번 노선 양수.
- 2025년 3월 24일: 국토교통부의 광역급행버스 M6461번 노선 개통.

## 본점 및 지점 현황
- 본사: 인천광역시 서구 원당대로 227-10 (오류동)
- 신흥동지점: 인천광역시 중구 축항대로291번길 42 (신흥동3가)
- 원창동지점: 인천광역시 서구 원창로89번길 42, 2층 (원창동)

## 차고지 및 자회사
- 차고지는 인천광역시 중구 신흥동과 서구 오류동에 위치하고 있다.
- 자회사이자 방계회사로는 선진계열 운영진과 지선계열 운영진의 각각 50%지분으로 설립된 경기도 고양시 광역급행버스업체인 일산엠버스가 있었으나 한정면허 만료로 선진버스에 귀속. 단 노선 지분은 그대로 유지. 따라서 선진버스 일산영업소는 신동아교통 통제를 받는다.

## 운행 노선

### 간선버스
| 운행노선 | 운행구간 | 운행구간 | 운행구간                | 배차간격 (분) | 인가 대수 | 비고                                           |
| -------- | -------- | -------- | ----------------------- | ------------- | --------- | ---------------------------------------------- |
| 1번      | 진웅종점 | ↔        | 인천성모병원정문        | 12 - 14       | 19        | 영종운수로부터 양도받은 노선.                  |
| 66번     | 진웅종점 | ↔        | 도담공원.푸르지오더베뉴 | 19 - 25       | 12        | 김포운수로부터 양도받은 노선, 준공영제 미적용. |
| 92번     | 진웅종점 | ↔        | 걸포북변역              | 30 - 45       | 3         | 2021년 2월 27일 개통                           |

### 지선버스[1]
| 운행노선 | 운행구간       | 운행구간 | 운행구간               | 배차간격 (분) | 인가 대수 | 비고                          |
| -------- | -------------- | -------- | ---------------------- | ------------- | --------- | ----------------------------- |
| 516번    | 현광아파트후문 | ↔        | 주안역환승정류장       | 12 - 17       | 9         | 용현운수로부터 양도받은 노선. |
| 518번    | 학익동(병무청) | ↔        | 주안역                 | 7 - 12        | 9         | 대형버스 운행                 |
| 520번    | 학익동(병무청) | ↔        | 롯데백화점(인천터미널) | 11 - 16       | 7         |                               |

### 광역버스
| 운행노선 | 운행구간             | 운행구간 | 운행구간     | 배차간격 (분) | 인가 대수 | 비고                                                  |
| -------- | -------------------- | -------- | ------------ | ------------- | --------- | ----------------------------------------------------- |
| 3000번   | 강화여객자동차터미널 | ↔        | 경의선신촌역 | 25 - 45       | 9         | 2024년 10월 1일 개통, 선진상운으로부터 양도받은 노선. |

### 국토교통부의 광역급행버스
| 운행노선 | 운행구간           | 운행구간 | 운행구간 | 배차간격 (분) | 인가 대수 | 비고                                                         |
| -------- | ------------------ | -------- | -------- | ------------- | --------- | ------------------------------------------------------------ |
| M6405번  | 송도신도시         | ↔        | 강남역   | 15 - 27       | 27        | 2009년 8월 10일 개통, 인강여객으로부터 양도받은 노선.        |
| M6439번  | 인천종합버스터미널 | ↔        | 역삼역   | 60 - 90       | 5         | 2019년 10월 23일 개통, 인천제물포교통으로부터 양도받은 노선. |
| M6450번  | 송도신도시         | ↔        | 삼성역   | 30 - 70       | 11        | 2020년 5월 26일 개통, 인천선진교통으로부터 양도받은 노선.    |
| M6461번  | 소래포구역         | ↔        | 역삼역   | 60 - 150      | 3         | 2025년 3월 24일 개통                                         |

## 과거 운행 노선
- ● 67번: 원당중고등학교 - 발산초등학교 - 당하농원 - 효성산업 - 드림로갈산교 - 인혜학교후문 - 장기동 - 계양역 - 귤현감리교회 - 계양센트레빌2단지 - 계양3동행정복지센터 - 당산초등학교 - 상야동 - 하야동 - 개화검문소 - (→ 김포공항국제선 → 한국공항공사 → 김포공항국내선 →/← 방화중학교 ←) - 송정역(준공영제 미적용-2022년 9월 3일 폐선, 세운교통이 운행했던 67번과는 다른 노선이다.)

- ● 1200번: 범양아파트 - 가좌초등학교 - 가좌3동행정복지센터 - 건지사거리 - 삼보아파트 - 산곡동입구 - 산곡동천주교회 - 청천치안센터 - 청천푸르지오아파트 - 부평경찰서 - 부평구청역 - 굴포천역 - 삼산월드체육관 - 수도권제1순환고속도로 - 서운JC - 경인고속도로 - 선유고- 양화대교 - 합정역 - 홍대입구역 - 신촌역 - 이대역 - 충정로역 - 서울역(2021년 10월 13일 선진여객으로 양도)

## 보유 차량

#### 자일대우버스
- 자일대우 NEW BS106

#### 현대자동차
- 현대 그린시티
- 현대 뉴 슈퍼 에어로시티
- 현대 일렉시티 더블데커
- 현대 뉴 프리미엄 유니버스 스페이스 럭셔리
- 현대 뉴 프리미엄 유니버스 엘레강스 FCEV
- 현대 뉴 프리미엄 유니버스 럭셔리

#### 스카이웰
- 스카이웰 엘페
- 스카이웰 리오네

## 사진

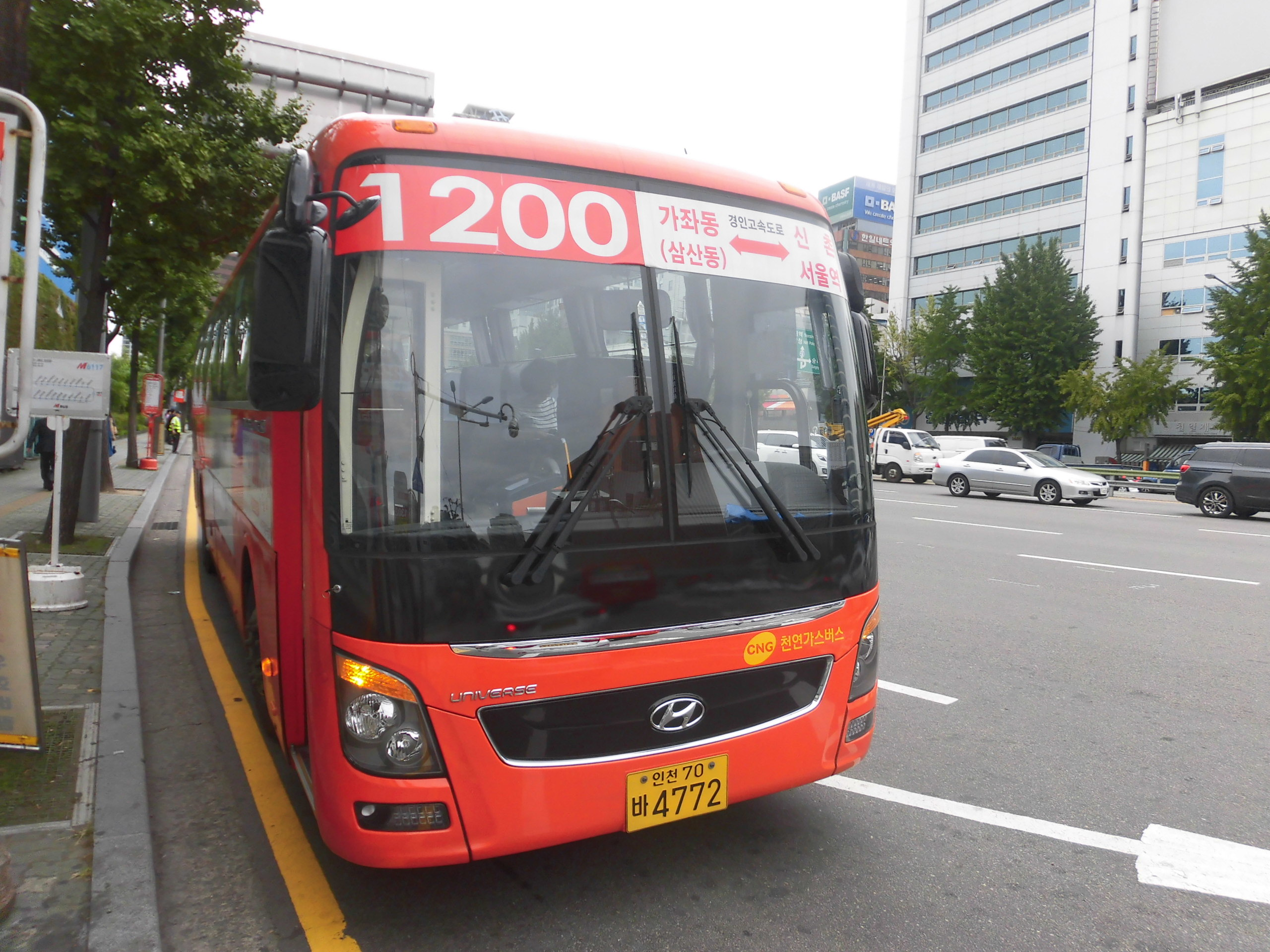
1200번
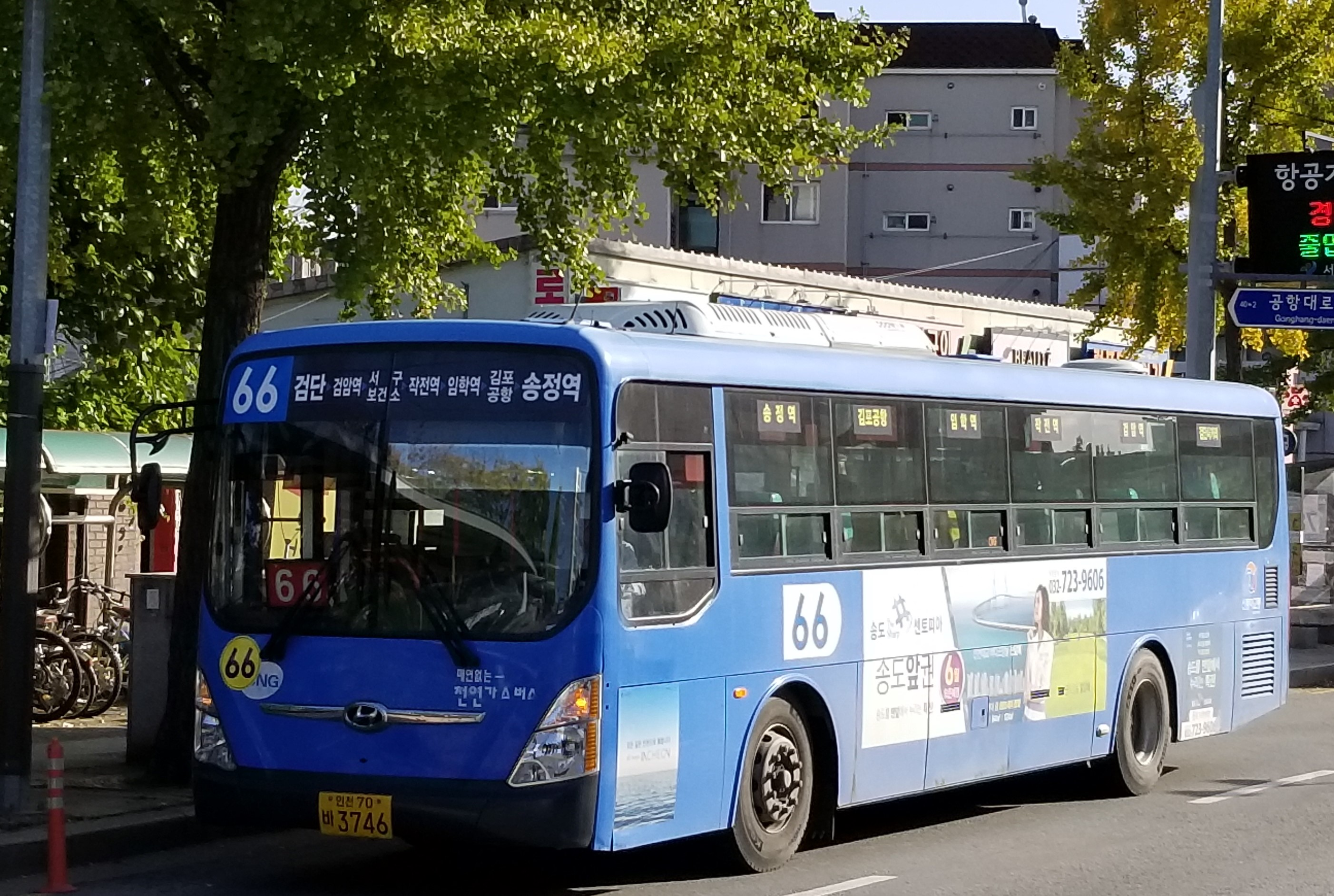
66번
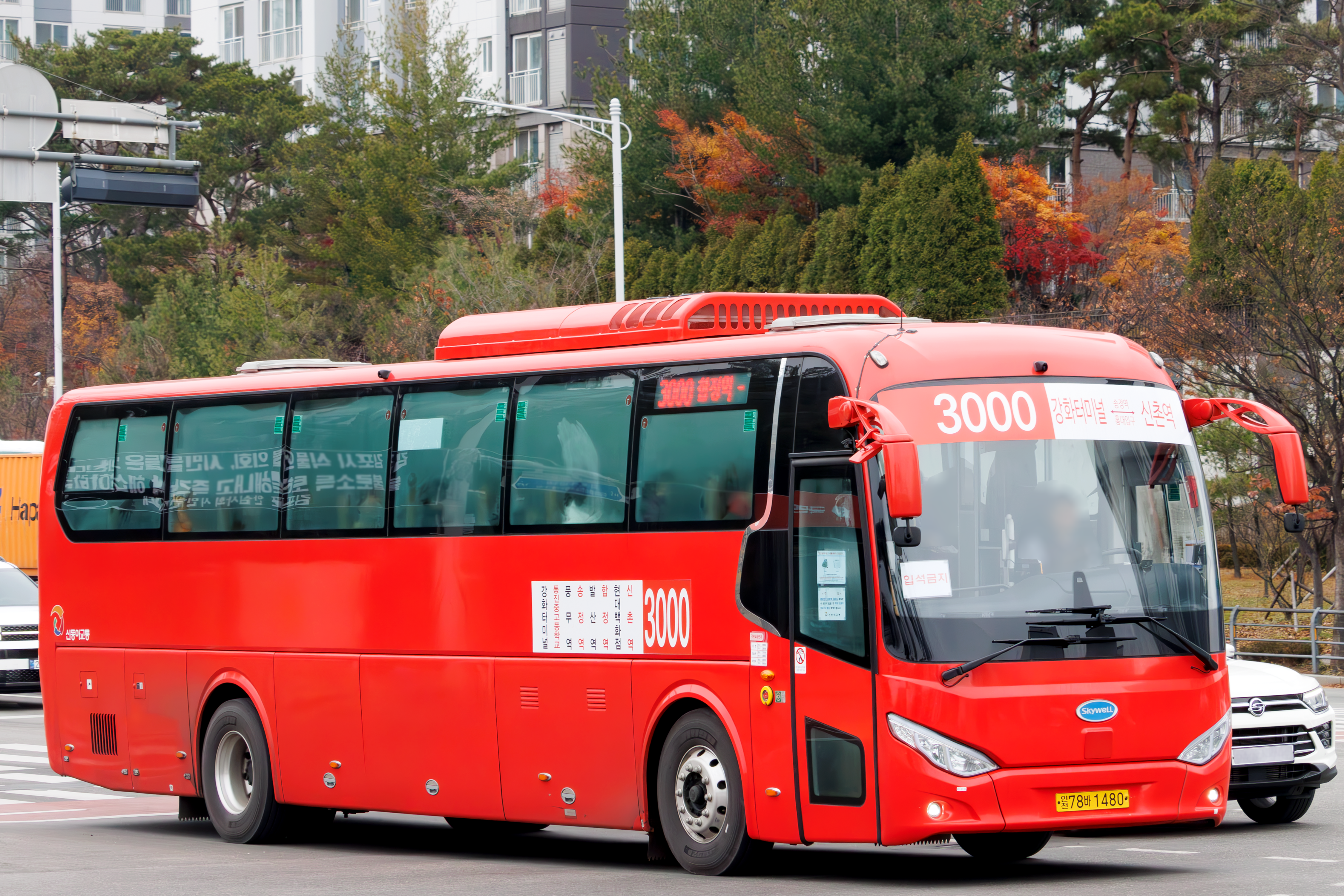
3000번